# Royan
Royan város Nyugat-Franciaországban, a Poitou-Charentes régióban, a Garonne folyó partján. Franciaország kulturális és történelmi városa címet viseli.